# Englishmen for My Money

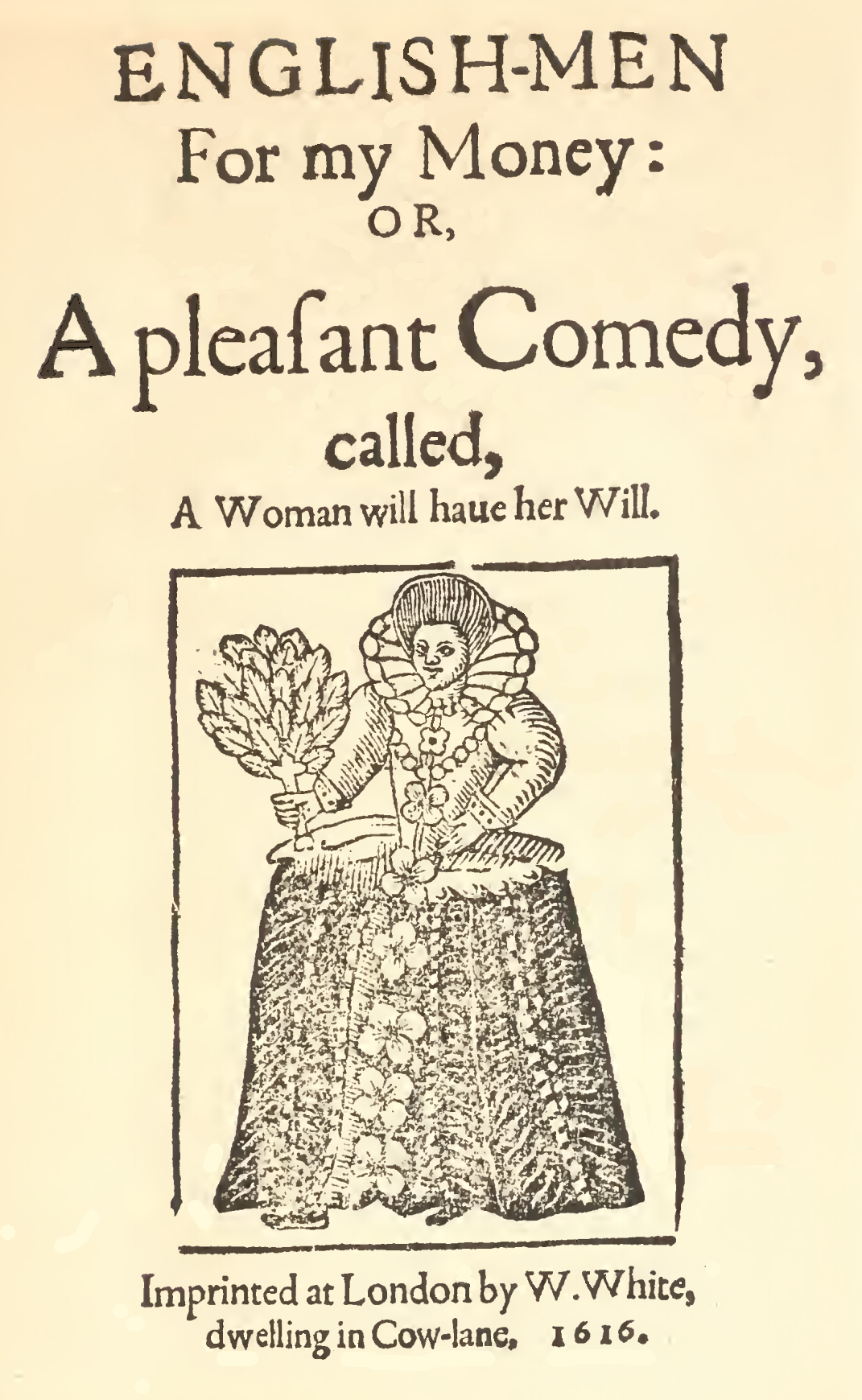
Page titre de l'édition de 1616 par William White

Englishmen for My Money, or A Woman Will Have Her Will (« Pour moi, des Anglais, ou Une Femme fera ce qu'elle veut ») est une comédie, appartenant au théâtre élisabéthain. Écrite en 1598 par William Haughton, cette comédie est souvent présentée comme la première comédie citadine (City comedy),, inaugurant le genre, qui sera repris et développé par des dramaturges tels que Thomas Dekker et Thomas Middleton, entre 1603 et 1613.

## Argument
Pisaro est un riche marchand portugais qui s'est établi en Angleterre. Il s'est marié avec une Anglaise et ils ont eu trois filles, Laurentia, Marina et Mathea. Pisaro, devenu veuf, exerce « le charmant et doux métier d'usurier ». Il désire marier ses trois filles contre leur gré à trois riches étrangers, Delion, un Français, Vandalle, un Hollandais, et Alvaro, un Italien, alors qu'elles aiment et sont aimées par trois jeunes Anglais, Heigham, Harvey et Walgrave. Mais ces derniers sont dépensiers et ils sont tombés dans les griffes de Pisaro, qui les a escroqués et a pris leurs terres en gage. Ils espèrent incidemment, en se mariant avec les filles de leur créancier, annuler leurs dettes et récupérer leurs biens. Mais cela n'est pas une mince affaire et exige beaucoup de ruse. Cependant, grâce aux intrigues des trois filles et à l'habileté de leur précepteur, Anthony, ils parviennent à duper le père cupide, à épouser ses filles et à laisser les trois étrangers en plan. Quand Pisaro réalise que, pour une fois dans sa vie, il s'est fait surpasser, il s'accommode de cet état des choses, accepte ses trois nouveaux gendres et reconnaît dans les derniers vers que « quoique l'on fasse, les femmes font toujours leurs propres volontés ».

## Personnages
- Pisaro, usurier d'origine portugaise
- Laurentia, Marina et Mathea, ses trois filles
- Anthony, leur précepteur
- Harvey, Ferdinand Heigham, et Ned Walgrave, jeunes Anglais amoureux des trois sœurs
- Delion, prétendant français
- Alvaro, prétendant italien
- Vandalle, prétendant hollandais
- Frisco, un rustre au service de Pisaro
- M. Moore
- Towerson, un marchand
- Balsaro
- Browne, un drapier
- un messager
- un crieur public

## Création et éditions
La première mention de cette pièce se trouve dans le livre de comptes de Philip Henslowe. À la date du 5 novembre 1597, une entrée indique une avance de 10 shillings faite par Henslowe au bénéfice d'un jeune auteur, William Haughton. Deux autres paiements concernant cette œuvre sont effectués en février et en mai 1598, portant le total à deux £ dix shillings. Ce prix ne correspond pas aux tarifs habituellement pratiqués par Henslowe pour une pièce nouvelle (en moyenne six £), ce qui laisse supposer que d'autres versements sont faits sans être consignés dans le livre de comptes.
Cette pièce entre dans le Registre des Libraires le 3 août 1601. Elle est imprimée la première fois in-quarto en 1616 par William White. Elle est réimprimée en 1626 par John Norton, puis en 1636 par Augustine Matthews et vendue par Richard Thrale. Aucune de ces éditions ne mentionne le nom de l'auteur en page de titre. On ne sait pas comment ni sous quelles conditions les droits ont été passés d'un imprimeur à l'autre pendant ces deux décennies.
Les textes de ces trois éditions sont quasiment identiques, à part quelques jurons « Sbloud » et « Swounds » qui ont disparu des éditions de 1626 et 1636, ainsi que l'atténuation de certains jurements irrévérencieux, montrant peut-être qu'à l'occasion de l'accession au trône du nouveau monarque en 1625, la législation concernant les jurons et blasphèmes s'est durcie. Cette homogénéité des publications suggère qu'il s'agit du texte originel de Haughton.

## Analyse
Pour bâtir sa pièce, Haughton a employé des éléments classiques, qu'il a assemblés de manière originale, créant un genre nouveau, la comédie citadine (City comedy), où toutes les scènes se passent dans la Cité de Londres de l'époque.

### Personnage de l'usurier
Le personnage principal est un usurier, personnage récurrent des pièces élisabéthaines et ultérieures, puisqu'on le retrouve par exemple chez Molière sous les traits d'Harpagon. À l'époque de Haughton, Shakespeare met en scène des personnages identiques dans Le Marchand de Venise, avec l'usurier Shylock, sa fille, Jessica, et l'amoureux de celle-ci, Lorenzo, mais l'intrigue n'est pas la même. L'histoire de Barabas du Juif de Malte de Christopher Marlowe est aussi différente. L'intrigue de English-Men for my money est plus proche de celles de Wily Beguiled (1596) de Peele, de l'anonyme A Knack to Know an Honest Man (1594) et surtout de l'exemple no 173 des Exempla de Jacques de Vitry beaucoup plus anciens.
Pisaro est l'usurier impitoyable traditionnel : il prête à 22%, alors que la loi ne l'autorise pas à dépasser 10%. Il est également coupable d'user d'astuces ou d'artifices pour extorquer de l'argent à ses clients. Mais il n'est pas dépeint de manière totalement négative. Il est touchant quand il évoque sa femme décédée et on éprouve de la sympathie pour lui, quand il apprend la perte de son navire. Haughton a su créer un véritable être humain avec ses nuances et non pas un simple stéréotype.

### Portrait des personnages principaux
Les trois Anglais, tous fils prodigues, sont individualisés avec soin. Walgrave est un jeune, écervelé et imprudent. Harvey est plus posé, mais il aime néanmoins beaucoup s'amuser. Heigham, enfin, est de loin le plus tranquille des trois. Les trois jeunes filles sont également bien différenciées. Mathea, la plus jeune, n'a guère plus de douze ans, mais elle affirme en avoir trois de plus. Marina et Laurentia sont plus âgées et elles ont chacune un caractère en rapport avec celui de leurs amoureux respectifs, Harvey ou Heigham. Les trois étrangers sont parfaitement campés, possédant les caractères supposés caractéristiques de leurs nationalités. Delion, le Français, est fier, impertinent et arrogant. Alvaro, l'Italien, est romantique et est « capable de parler de madame Vénus et de son fils Cupidon ». Enfin Vandalle, le Hollandais, est maladroit, peu romantique, préférant parler du prix des vêtements à Anvers, ce qui ennuie sa « douce Lady ».

### Comédie citadine
English-Men for my money est une comédie réaliste de la vie londonienne. Les scènes se déroulent dans des lieux, des quartiers et même des rues bien connus des Londoniens, dans une atmosphère de vie de tous les jours, ce qui apporte un élément supplémentaire de vérité et de réalisme. Les habitants de la City s'y reconnaissent immédiatement, ce qui participe au succès de la pièce. Il existait bien déjà des pièces ayant pour cadre la vie quotidienne d'une petite ville ou d'une communauté rurale, comme Wily Beguiled de George Peele, Two Angry Women of Abington de Henry Porter ou Les Joyeuses Commères de Windsor de Shakespeare. La différence est que English-Men for my money se déroule dans la Cité même de Londres, plus familière aux spectateurs du théâtre de la Rose ou du théâtre de la Fortune. Aussi ce genre est-il instantanément repris, et à partir de 1598 un grand nombre de spectacles de ce type voient le jour. Une des pièces les plus notables exploitant cette veine nouvelle est Le Jour de fête des cordonniers (The Shoemakers' Holiday) de Thomas Dekker.

### Nationalisme
Dans English-Men for my money (« Pour moi des Anglais »), la fibre nationale, qui s'affiche dès le titre, est un des moteurs principaux de l'action. Les trois filles de Pisaro préfèrent toutes pour mari un Anglais à un étranger de quelque nationalité que ce soit, même si elles sont elles-mêmes mi-anglaises, mi-portugaises. Pour les spectateurs du parterre, les appels à la fierté civique et au sentiment national ne paraissent pas exagérés. L'auditoire est enchantée de voir des étrangers ridicules, qui parlent un mauvais anglais, se faire berner par de jeunes nationaux. Ces éléments ont sûrement participé au succès de la pièce.
De même, le métier peu flatteur et les pires traits de caractère de Pisaro sont excusés par le fait qu'il n'est pas lui-même Anglais, mais Portugais. Cela lui permet dès la première scène (vers 28) d'exprimer sa fierté d'abuser habilement des Anglais « à la manière de Judas ».